# Davide Serino
Davide Serino (Varese, 1988) è uno sceneggiatore italiano, candidato al David di Donatello per la migliore sceneggiatura originale per Esterno notte.

## Biografia
Davide Serino è nato a Varese nel 1988. Ha iniziato a lavorare come sceneggiatore per la serie di Sky 1992 nel 2015. Ha lavorato anche per il suo sequel 1993. Successivamente, ha lavorato per altre serie come The Comedians con Claudio Bisio e Frank Matano, Bella da morire con Cristiana Capotondi e Vite in fuga con Claudio Gioè. Nel 2022, ha sceneggiato i film Piano piano di Nicola Prosatore, presentato al Locarno Film Festival, e Ti mangio il cuore di Pippo Mezzapesa, presentato alla 79ª Mostra internazionale d'arte cinematografica di Venezia. Nel 2023, è stato candidato al David di Donatello per la migliore sceneggiatura originale per Esterno notte di Marco Bellocchio.

## Filmografia

### Cinema
- Esterno notte, regia di Marco Bellocchio (2022)
- Piano piano, regia di Nicola Prosatore (2022)
- Ti mangio il cuore, regia di Pippo Mezzapesa (2022)
- La città proibita, regia di Gabriele Mainetti (2025)

### Televisione
- 1992 - serie TV, 10 episodi (2015)
- 1993 - serie TV, 8 episodi (2017)
- The Comedians - serie TV, 10 episodi (2017)
- Bella da morire - miniserie TV, 8 episodi (2020)
- Vite in fuga - serie TV, 3 episodi (2020)
- Il re - serie TV (2022)
- The Bad Guy - serie TV, 12 episodi (2022-2024)
- Avetrana - Qui non è Hollywood, regia di Pippo Mezzapesa – miniserie TV, 4 puntate (2024)
- M - Il figlio del secolo, regia di Joe Wright – miniserie TV (2024)
- Carême – serie TV, 8 episodi (2025)

## Riconoscimenti
- David di Donatello
  - 2023 - Candidatura alla migliore sceneggiatura originale per Esterno notte
- Nastro d'argento
  - 2023 - Premio Campo Marzio per la sceneggiatura per Esterno notte